# Atletica leggera ai Giochi della XXIX Olimpiade - Getto del peso femminile

Video della Finale

Ai Giochi della XXIX Olimpiade, tenutisi a Pechino nel 2008, la competizione del getto del peso femminile si è svolta il 16 agosto presso lo Stadio nazionale di Pechino.

## Presenze ed assenze delle campionesse in carica
| Competizione         | Atleta             | Prestazione | Pechino 2008 |
| -------------------- | ------------------ | ----------- | ------------ |
| Olimpiadi 2004       | Yumileidi Cumbá    | 19,59 m     | Presente     |
| Commonwealth 2006    | Valerie Vili       | 19,66 m     | Presente     |
| Europei 2006         | Natallja Michnevič | 19,43 m     | Presente     |
| Coppa del mondo 2006 | Valerie Vili       | 19,87 m     | Presente     |
| Panamericani 2007    | Misleydis González | 18,83 m     | Presente     |
| Africani 2007        | Vivian Chukwuemeka | 17,60 m     | Presente     |
| Mondiali 2007        | Valerie Vili       | 20,54 m     | Presente     |
|                      |                    |             |              |
| Mondiali junior 2004 | Michelle Carter    | 17,55 m     | Presente     |

1. ↑  Sotto la bandiera della Nuova Zelanda.

## Gara
Qualificazioni: la campionessa in carica, Yumileidi Cumbá, non riesce a superare il turno fermandosi a 17,60 metri. Il miglior risultato appartiene alla campionessa mondiale Valerie Vili, con 19,73.

Finale: al primo lancio, Valerie Vili scaglia la palla di ferro a 20,56 metri. È il nuovo record nazionale e continentale. Le avversarie accusano il colpo: nessuna fa meglio di 19,30. Al secondo turno la bielorussa Natallja Michnevič si fa sotto con 20,28, ma la neozelandese le risponde con 20,40. Si apre un vuoto tra le prime due e le altre partecipanti, tutte al di sotto del limite dei 19,30.

La gara procede a ritmi altissimi per le due dominatrici: la Michnevič esegue una serie di lanci tutti validi tra 19,82 e 20,10. La Vili le risponde con tre lanci oltre i 20 metri (il sesto lo passa, a vittoria ormai acquisita).

La gara delle altre si decide alla quinta prova. La cubana Misleydis Gonzalez infila un lancio a 19,50, stabilendo il record personale. Dopo di lei, Nadzeja Astapčuk, che si era qualificata per i tre lanci di finale per il rotto della cuffia, libera le proprie tensioni con una bordata a 19,86 che le permette di agguantare il terzo posto.
Valerie Vili è la seconda donna neozelandese a vincere l'oro olimpico in atletica leggera, dopo Yvette Williams nel 1952 (salto in lungo).

## Risultati

### Qualificazioni
Sabato 16 agosto, ore 9:10.

Si qualificano per la finale le concorrenti che ottengono una misura di almeno 18,45 m; in mancanza di 12 qualificate, accedono alla finale le concorrenti con le 12 migliori misure.
| Pos | Gruppo | Atleta                          | Paese             | 1° lancio | 2° lancio | 3° lancio | Misura | Note |
| --- | ------ | ------------------------------- | ----------------- | --------- | --------- | --------- | ------ | ---- |
| 1   | A      | Valerie Vili                    | Nuova Zelanda     | 19,73     |           |           | 19,73  | Q    |
| 2   | B      | Lijiao Gong                     | Cina              | 19,46     |           |           | 19,46  | Q    |
| 3   | A      | Meiju Li                        | Cina              | 19,18     |           |           | 19,18  | Q    |
| 4   | A      | Natallja Michnevič              | Bielorussia       | 19,11     |           |           | 19,11  | Q    |
| 5   | A      | Christina Schwanitz             | Germania          | x         | 17,97     | 19,09     | 19,09  | Q    |
| 6   | B      | Nadzeja Astapčuk                | Bielorussia       | 19,08     |           |           | 19,08  | Q    |
| 7   | A      | Misleydis González              | Cuba              | 18,42     | 18,91     |           | 18,91  | Q    |
| 8   | B      | Anna Omarova                    | Russia            | 18,26     | x         | 18,74     | 18,74  | Q    |
| 9   | A      | Chiara Rosa                     | Italia            | 18,74     |           |           | 18,74  | Q    |
| 10  | B      | Li Ling                         | Cina              | 18,60     |           |           | 18,60  | Q    |
| 11  | B      | Nadine Kleinert                 | Germania          | 18,52     |           |           | 18,52  | Q    |
| 12  | A      | Jillian Camarena-Williams       | Stati Uniti       | 18,15     | 18,32     | 18,51     | 18,51  | Q    |
| 13  | B      | Michelle Carter                 | Stati Uniti       | 18,49     |           |           | 18,49  | Q    |
| 14  | A      | Mailín Vargas                   | Cuba              | 18,47     |           |           | 18,47  | Q    |
| 15  | A      | Ol'ga Ivanova                   | Russia            | 17,69     | 18,27     | 18,46     | 18,46  | Q    |
| 16  | A      | Denise Hinrichs                 | Germania          | 18,36     | 18,27     | x         | 18,36  |      |
| 17  | B      | Cleopatra Borel-Brown           | Trinidad e Tobago | 17,96     | 17,32     | 17,57     | 17,96  |      |
| 18  | A      | Janina Karol'čyk-Pravalinskaja  | Bielorussia       | 17,44     | 17,77     | 17,79     | 17,79  |      |
| 19  | B      | Assunta Legnante                | Italia            | 16,93     | 17,76     | x         | 17,76  |      |
| 20  | B      | Yumileidi Cumbá                 | Cuba              | x         | 17,60     | x         | 17,60  |      |
| 21  | A      | Anca Heltne                     | Romania           | 17,48     | x         | 17,40     | 17,48  |      |
| 22  | A      | Natalia Duco                    | Cile              | 17,24     | x         | 17,40     | 17,40  |      |
| 23  | A      | Kristin Heaston                 | Stati Uniti       | x         | 17,34     | 17,34     | 17,34  |      |
| 24  | B      | Vivian Chukwuemeka              | Nigeria           | 17,15     | 17,05     | x         | 17,15  |      |
| 25  | B      | Irina Chudoroškina              | Russia            | 16,46     | 16,84     | 16,78     | 16,84  |      |
| 26  | A      | Eirini Chrysovalantou Terzoglou | Grecia            | 16,08     | 16,14     | 16,50     | 16,50  |      |
| 27  | B      | Ana Po'uhila                    | Tonga             | 16,21     | 16,42     | 16,35     | 16,42  |      |
| 28  | B      | Lin Chia-ying                   | Taipei cinese     | 16,24     | x         | 16,32     | 16,32  |      |
| 29  | B      | Zhang Guirong                   | Singapore         | x         | 16,23     | 16,08     | 16,23  |      |
| 30  | B      | Mariami Kevkhishvili            | Georgia           | x         | 15,99     | x         | 15,99  |      |
| 31  | B      | Zara Northover                  | Giamaica          | 15,73     | 15,85     | 15,64     | 15,85  |      |
| 32  | A      | Iolanta Ulyeva                  | Kazakistan        | 15,49     | x         | 15,06     | 15,49  |      |
| 33  | A      | Miyoung Lee                     | Corea del Sud     | 14,76     | x         | 15,10     | 15,10  |      |
|     | A      | Irache Quintanal                | Spagna            | x         | x         | x         | NM     |      |
|     | B      | Krystyna Zabawska               | Polonia           | x         | x         | x         | NM     |      |

Legenda:
- X = Lancio nullo;
- Q = Qualificata direttamente;
- q = Ripescata;
- RP = Record personale;
- NM = Nessun lancio valido.

### Finale
Sabato 16 agosto, ore 21:10.

Le migliori 8 classificate dopo i primi tre lanci accedono ai tre lanci di finale.
| Pos     | Atleta                    | Paese         | 1ª prova | 2ª prova | 3ª prova | 4ª prova | 5ª prova | 6ª prova | Misura | Note                          |
| ------- | ------------------------- | ------------- | -------- | -------- | -------- | -------- | -------- | -------- | ------ | ----------------------------- |
| Oro     | Valerie Vili              | Nuova Zelanda | 20,56    | 20,40    | 20,26    | 20,01    | 20,52    | -        | 20,56  | Record nazionale              |
| Argento | Misleydis González        | Cuba          | 19,30    | x        | 19,01    | 19,23    | 19,50    | x        | 19,50  | Miglior prestazione personale |
| Bronzo  | Lijiao Gong               | Cina          | 18,45    | 18,75    | 18,90    | 18,92    | 19,04    | 19,20    | 19,20  |                               |
| 4       | Anna Omarova              | Russia        | 19,08    | 18,21    | x        | x        | x        | 18,76    | 19,08  |                               |
| 5       | Nadine Kleinert           | Germania      | 18,30    | 18,68    | 19,01    | 18,99    | x        | 18,81    | 19,01  |                               |
| 6       | Meiju Li                  | Cina          | 18,68    | 18,99    | 18,74    | x        | 18,85    | 19,00    | 19,00  |                               |
| 7       | Ol'ga Ivanova             | Russia        | 17,96    | x        | 18,44    |          |          |          | 18,44  |                               |
| 8       | Mailín Vargas             | Cuba          | 18,28    | 17,88    | 17,74    |          |          |          | 18,28  |                               |
| 9       | Christina Schwanitz       | Germania      | x        | 17,96    | 18,27    |          |          |          | 18,27  |                               |
| 10      | Jillian Camarena-Williams | Stati Uniti   | 18,09    | 18,24    | 17,44    |          |          |          | 18,24  |                               |
| 11      | Chiara Rosa               | Italia        | 18,22    | 17,98    | x        |          |          |          | 18,22  |                               |
| 12      | Li Ling                   | Cina          | 17,94    | x        | 17,81    |          |          |          | 17,94  |                               |
| 13      | Michelle Carter           | Stati Uniti   | 16,97    | 17,65    | 17,74    |          |          |          | 17,74  |                               |
| dq      | Natallja Michnevič        | Bielorussia   | 19,16    | 20,28    | 19,87    | 19,82    | 19,94    | 20,10    | 20,28  |                               |
| dq      | Nadzeya Ostapchuk         | Bielorussia   | x        | 18,69    | 18,36    | x        | 19,86    | 19,36    | 19,86  |                               |

Legenda:
- RO = Record olimpico
- RN = Record nazionale
- RP = Record personale